# Ayres Britto
Carlos Augusto Ayres de Freitas Britto GOMM (Propriá, 18 de novembro de 1942) é um professor, escritor, jurista, advogado, magistrado e poeta brasileiro. Foi ministro do Supremo Tribunal Federal (STF) de 2003 a 2012, tendo sido presidente daquela corte e do Conselho Nacional de Justiça (CNJ) em 2012.
Formado pela Universidade Federal de Sergipe (UFS), foi professor dessa instituição e da Pontifícia Universidade Católica de São Paulo (PUC-SP), pela qual é mestre e doutor em direito. Exerceu, em Sergipe, os cargos de procurador do Tribunal de Contas, consultor geral do Estado e procurador-geral de Justiça. Também foi conselheiro federal da Ordem dos Advogados do Brasil (OAB).
É autor de diversas obras jurídicas e de poesia. Conferencista requisitado, é membro da Academia Brasileira de Letras Jurídicas e da Academia Sergipana de Letras.

## Carreira

### Formação e atividade acadêmica
Carlos Ayres Britto formou-se bacharel em direito (1966) pela Universidade Federal de Sergipe, instituição da qual posteriormente foi professor. Tornou-se mestre (1982) e doutor (1998) em direito pela Pontifícia Universidade Católica de São Paulo, tendo sido orientado no doutorado por Celso Ribeiro Bastos.
Foi professor da Universidade Federal de Sergipe de 1973 a 1983 e de 1990 até 2003, tendo ali lecionado direito constitucional, direito administrativo, teoria do estado e ética geral e profissional. Também lecionou direito constitucional na Faculdade Tiradentes (Aracaju), de 1980 a 1983, e na Pontifícia Universidade Católica de São Paulo em 1981 como assistente do professor Michel Temer.

### Advocacia e política
Iniciou sua trajetória profissional na advocacia em 1967 e ocupou, em Sergipe, os cargos de chefe do departamento jurídico do Conselho de Desenvolvimento Econômico do Estado - CONDESE (1970 a 1978), Consultor-Geral do Estado no governo José Rollemberg Leite (1975-1979), Procurador-Geral de Justiça (1983-1984) e Procurador do Tribunal de Contas do Estado (1978-1990).
Em 1990, foi candidato a deputado federal pelo Partido dos Trabalhadores (PT), porém não foi eleito.
Foi conselheiro federal da Ordem dos Advogados do Brasil (OAB) de 1993 a 1994 e membro da Comissão de Constituição e Justiça do órgão nos períodos de 1995 a 1996 e 1998 a 1999.

### Supremo Tribunal Federal
Em 2003, foi nomeado pelo presidente da República, Luiz Inácio Lula da Silva (PT), para o cargo de ministro do Supremo Tribunal Federal, em virtude da aposentadoria do ministro Ilmar Galvão. Seu nome foi recomendado ao presidente pelos juristas Fábio Konder Comparato e Celso Antônio Bandeira de Mello. Tomou posse no dia 25 de junho. No ano seguinte, foi admitido pelo presidente Lula ao grau de Grande-Oficial especial da Ordem do Mérito Militar.
Presidiu o Tribunal Superior Eleitoral no período de 6 de maio de 2008 a 22 de abril de 2010, sucedendo ao ministro Marco Aurélio e sendo sucedido pelo ministro Joaquim Barbosa. Foi considerado pela revista Época um dos 100 brasileiros mais influentes do ano de 2009.
O ministro Ayres Britto foi relator de processos de grande repercussão social, como os julgamentos sobre a constitucionalidade da utilização de células-tronco embrionárias na pesquisa de cura para doenças crônicas, a proibição do nepotismo, o reconhecimento do casamento entre pessoas do mesmo sexo, a demarcação da Terra Indígena Raposa Serra do Sol e a inconstitucionalidade da Lei de Imprensa.
Foi eleito presidente do STF em 14 de março de 2012, com posse no cargo em 19 de abril, onde permaneceu até 18 de novembro de 2012, quando completou 70 anos e, conforme a regra então vigente do artigo 40, § 1º, II da Constituição Federal, foi aposentado compulsoriamente.

### Retorno à advocacia
Após deixar o STF, retornou à advocacia. Tornou-se presidente da Comissão Especial de Defesa da Liberdade de Expressão da OAB e abriu escritório em Brasília.
Em 2017 e 2018 foi cotado para o cargo de ministro da Justiça, porém não aceitou.
Na eleição presidencial de 2022, declarou voto ao ex-presidente Lula. Em sua conta no Twitter, escreveu que "Nesta eleição presidencial já afunilada para dois candidatos, eis a pergunta central: diante de quem a democracia está certa de não sofrer o menor atentado? Resposta: de quem jamais colocou sob suspeita de fraude a urna eletrônica. No caso, Lula, que terá meu voto".

## Livros

### Jurídico
- 1978 - Jurisprudência Administrativa e Judicial em Matéria de Servidor Público - Imprensa Oficial do Estado de Sergipe.
- 1982 - Interpretação e Aplicabilidade das Normas Constitucionais (em coautoria com o prof. Celso Ribeiro Bastos) - editora Saraiva, 125 págs.
- 1997 - O Perfil Constitucional da Licitação - Curitiba: editora ZNT, 156 págs.
- 2003 - Teoria da Constituição - Rio de Janeiro: editora Forense.
- 2007 - O humanismo como categoria constitucional - Belo Horizonte: editora Fórum.

### Poesia
- 1980 - Teletempo. edição do autor.
- 1984 - Um lugar chamado luz. edição do autor.
- 1998 - Uma quarta de farinha. Curitiba: editora ZNT.
- 2001 - A pele do ar. Aracaju: Gráfica e Editora J. Andrade.
- 2003 - Varal de borboletras. Aracaju: Gráfica e Editora J. Andrade.
- 2005 - Ópera do Silêncio. Belo Horizonte: Editora Fórum.

## Títulos honorários
- Título Acadêmico

| Ano  | Titulo               | Instituição                     | Contribuição |
| ---- | -------------------- | ------------------------------- | ------------ |
| 2023 | Doutor honoris causa | Universidade Federal de Sergipe | Ciências     |